# Lockdown 2012
Lockdown 2012 è stata l'ottava edizione del pay-per-view prodotto dalla Total Nonstop Action Wrestling (TNA). L'evento ha avuto luogo il 15 aprile 2012 presso il Municipal Auditorium di Nashville in Tennessee.

## Risultati
| # | Match | Stipulazioni | Durata |
| - | --- | --- | ------ |
| 1 | Team Garett (Garett Bischoff, Austin Aries, A.J. Styles, Mr. Anderson e Rob Van Dam) ha sconfitto Team Eric (Eric Bischoff, Gunner, Bully Ray, Christopher Daniels e Kazarian) | Lethal Lockdown match. Se vinceva il team Garrett, Eric Bischoff avrebbe dovuto lasciare la TNA ma avendo vinto il suo team fu Garret Bishoff a lasciare la federazione | 26:10  |
| 2 | Samoa Joe e Magnus (c) hanno sconfitto The Motor City Machine Guns (Alex Shelley e Chris Sabin)                                                                                | Steel cage match per il titolo TNA World Tag Team Championship | 11:20  |
| 3 | Devon (c) ha sconfitto Robbie E (con Robbie T) | Singles match per il titolo TNA Television Championship | 03:25  |
| 4 | Gail Kim (c) ha sconfitto Velvet Sky | Singles match per il titolo TNA Women's Knockout Championship | 07:30  |
| 5 | Crimson ha sconfitto Matt Morgan | Steel Cage match | 08:00  |
| 6 | Jeff Hardy ha sconfitto Kurt Angle | Steel Cage match | 14:52  |
| 7 | ODB e Eric Young hanno sconfitto Mexican America (Sarita e Rosita) | Steel cage match per il titolo TNA Knockouts Tag Team Championship | 04:17  |
| 8 | Bobby Roode (c) ha sconfitto James Storm | Steel Cage match per il titolo TNA World Heavyweight Championship | 20:09  |
|   | | (c) è riferito al campione in carica al momento dell'inizio del match.                                                                                                  |        |